# Дорофіївська сільська рада
Дорофі́ївська сільська́ ра́да — адміністративно-територіальна одиниця та орган місцевого самоврядування в Підволочиському районі Тернопільської області. Адміністративний центр — село Дорофіївка.

## Загальні відомості
- Територія ради: 1,125 км²
- Населення ради: 480 осіб (станом на 2001 рік)
- Територією ради протікає річка Збруч

## Населені пункти
Сільській раді були підпорядковані населені пункти:
- с. Дорофіївка

## Склад ради
Рада складалася з 12 депутатів та голови.
- Голова ради: Кривошия Степан Адамович
- Секретар ради: Помірча Леся Михайлівна

### Керівний склад попередніх скликань
| Прізвище, ім'я, по батькові | Основні відомості                                                                                  | Дата обрання | Дата звільнення |
| --------------------------- | -------------------------------------------------------------------------------------------------- | ------------ | --------------- |
| Кривошия Степан Адамович    | Сільський голова, 1956 року народження, освіта вища, член Всеукраїнського об'єднання «Батьківщина» | 26.03.2006   | 31.10.2010      |
| Кривошия Степан Адамович    | Сільський голова, 1956 року народження, освіта вища, безпартійний                                  | 31.10.2010   |                 |

Примітка: таблиця складена за даними сайту Верховної Ради України

### Депутати
За результатами місцевих виборів 2010 року депутатами ради стали:

#### За суб'єктами висування
| Суб'єкт висування | Кількість обраних депутатів | %   |
| ----------------- | --------------------------- | --- |
| Самовисування     | 12                          | 100 |

#### За округами
| № округу | Прізвище, ім'я, по батькові | Дата визнання обраним | Освіта  | Партійна приналежність                        | Відомості про обраного депутата |
| -------- | --------------------------- | --------------------- | ------- | --------------------------------------------- | ------------------------------- |
| 1        | Помірча Леся Михайлівна     | 05.11.2010            | вища    | позапартійна                                  | Сільська рада, секретар         |
| 2        | Цимбалюк Галина Іванівна    | 05.11.2010            | вища    | позапартійна                                  | Сільська рада, бухгалтер        |
| 3        | Волос Галина Ярославівна    | 05.11.2010            | середня | позапартійна                                  | тимчасово не працює             |
| 4        | Лука Марія Павлівна         | 05.11.2010            | вища    | позапартійна                                  | пенсіонер                       |
| 5        | Шевчук Борис Миколайович    | 05.11.2010            | вища    | позапартійний                                 | ДНЗ, муз.керівник               |
| 6        | Хам Ізидор Теодорович       | 05.11.2010            | середня | позапартійний                                 | пенсіонер                       |
| 7        | Флінта Андрій Ярославович   | 05.11.2010            | середня | член Всеукраїнського об'єднання «Батьківщина» | тимчасово не працює             |
| 8        | Липка Володимир Андрійович  | 05.11.2010            | середня | позапартійний                                 | тимчасово не працює             |
| 9        | Скочний Владислав Іванович  | 05.11.2010            | середня | позапартійний                                 | тимчасово не працює             |
| 10       | Петрук Руслан Петрович      | 05.11.2010            | середня | позапартійний                                 | приватний підприємець           |
| 11       | Рудик Володимир Якович      | 05.11.2010            | вища    | позапартійний                                 | приватний підприємець           |
| 12       | Кривошия Євген Казимирович  | 05.11.2010            | вища    | член Всеукраїнського об'єднання «Батьківщина» | тимчасово не працює             |